# قرار مجلس الأمن التابع للأمم المتحدة رقم 607
قرار مجلس الأمن الدولي رقم 607 لعام 1988 بتاريخ 5 يناير يطلب فيه مجلس الأمن أن تمتنع إسرائيل عن ترحيل مدنيين فلسطينيين عن الأراضي المحتلة.